# Aechmea egleriana
Aechmea egleriana är en gräsväxtart som beskrevs av Lyman Bradford Smith. Aechmea egleriana ingår i släktet Aechmea och familjen Bromeliaceae.

## Underarter
Arten delas in i följande underarter:
- A. e. egleriana
- A. e. major